# Celastrina manchurica
Celastrina manchurica är en fjärilsart som beskrevs av Matsumura 1949. Celastrina manchurica ingår i släktet Celastrina och familjen juvelvingar. Inga underarter finns listade i Catalogue of Life.